# Meczet Hamzy Bega

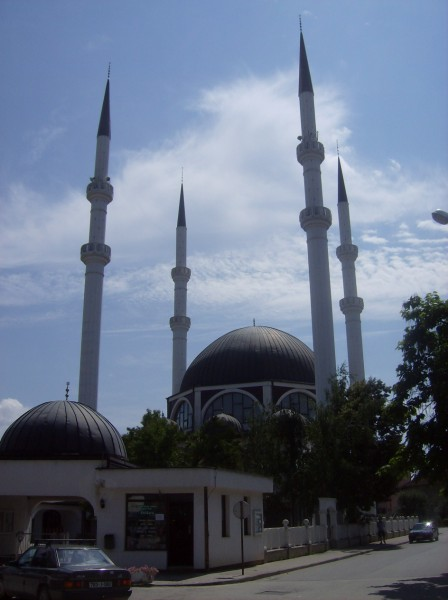

Meczet Hamzy Bega (boś. Hamza-begova džamija) – meczet w Sanskim Moście. 

## Historia i opis
Meczet został wzniesiony w 1557 r. z inicjatywy i z fundacji tureckiego urzędnika Hamzy Bega, od którego również pochodzi jego nazwa. Data 1557 r. powtarza się w literaturze, ale nie jest też wykluczone, że obiekt jest nieco starszy. W swojej historii był kilkakrotnie uszkadzany, po raz pierwszy podczas wojny austriacko-tureckiej w latach 1693-1696, kiedy oddziały chorwackie na służbie austriackiej zniszczyły całą miejscowość Sanski Most. Po tych wydarzeniach meczet został odbudowany w 1705 r.  Następnie obiekt był niszczony jeszcze podczas I i II wojny światowej, a także przebudowywany, po raz ostatni w 1984 r.
27 czerwca 1992 r. meczet został zniszczony podczas wojny w Bośni, przez wojska serbsko-czarnogórskie. Jego odbudowę rozpoczęto w lipcu 1997 r., natomiast 6 sierpnia 2000 miało miejsce uroczyste otwarcie odbudowanej budowli sakralnej. Odbudowa meczetu została sfinansowana z datków wiernych z miejscowej społeczności muzułmańskiej oraz z diaspory, a także ze środków jednej z saudyjskich organizacji humanitarnych.
W sąsiedztwie meczetu znajduje się muzułmański cmentarz z najstarszymi nagrobkami datowanymi na ok. 1751-1752 r.